# Grotte di Postumia
Le grotte di Postumia (Postojnska jama in sloveno) sono un complesso carsico della Slovenia, classico esempio di carsismo, situate nella periferia della città di Postumia.

## Morfologia
Le grotte di Postumia sono un intreccio di quasi 21 km di caverne e gallerie (scoperte fino a oggi), dove in 185 anni sono passati oltre 30 milioni di visitatori.
Sono le grotte più estese del Carso, nonché le più visitate d'Europa. Nel complesso idrografico della Piuca le caverne più note sono le grotte di Postumia, la grotta di Ottocco (Otok), l'abisso della Pivka, la grotta Nera ed il cavernone della Planina.
Le caverne sono ricche di stalagmiti e stalattiti che si formano attraverso processi impercettibili a occhio, la cui formazione richiede migliaia di anni. Lo sviluppo di queste stalagmiti e stalattiti è dovuto all'afflusso d'acqua contenente carbonato di calcio che si deposita formando le concrezioni. Le stalagmiti più antiche risalgono a 500 000 anni fa.
La temperatura media delle grotte è di 8 °C che aumenta leggermente d'estate e diminuisce un poco d'inverno. Il tasso di umidità invece è parecchio elevato e solitamente si consiglia, a coloro che vogliono addentrarsi al loro interno, di vestire un impermeabile.
In tutte le grotte è necessaria la compagnia di una guida e alcune aree, particolarmente ostili all'uomo, sono vietate alle visite di massa e possono essere visitate solo da gruppi di turisti più ridotti, da 3 a 15 persone, dotati di casco, torcia, tuta e scarpe adatte.
Il percorso maggiormente turistico, cioè quello delle grotte di Postumia, è composto da una parte di avvicinamento effettuata a bordo del trenino e quindi da un percorso guidato pedonale; la lunghezza è di circa 4 km con il trenino A/R, un km pedonale e la visita dura circa un'ora e mezza. Uno degli ambienti è chiamato Sala dei concerti, e talvolta viene utilizzata per questo scopo; può ospitare fino a 10 000 persone.

## Fauna

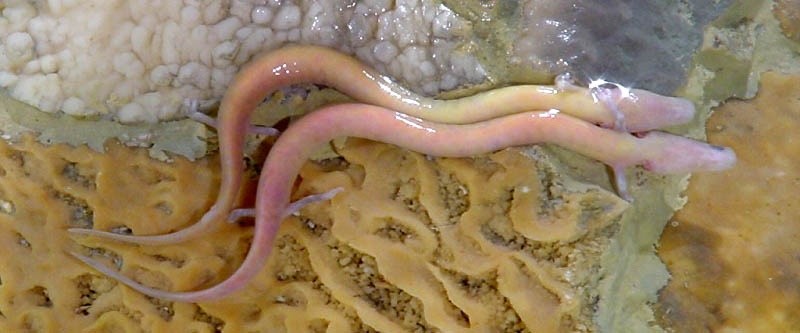
Due esemplari di Proteus anguinus

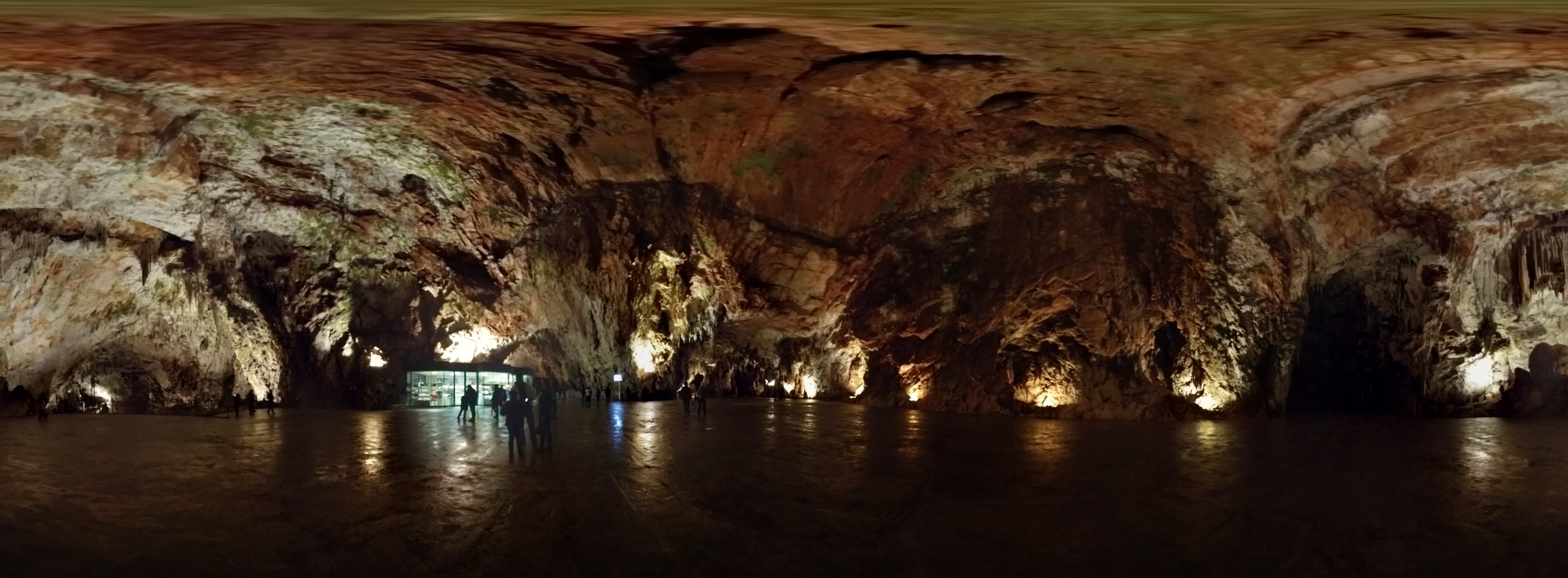
Panorama 360° della sala dei concerti, famosa per la sua particolare acustica, è abbastanza grande da contenere diecimila persone

Gran parte della fauna che abitava le grotte è stata a lungo sconosciuta, eccetto il Proteus anguinus che era storicamente oggetto di superstizioni. I suoi primi avvistamenti sono avvenuti intorno al 1700 e per il suo aspetto gli abitanti del posto lo avevano chiamato Cucciolo di drago. È da ricordare l'importanza di questo anfibio la cui esistenza è limitata nella regione carsica.
Luka Čeč nel 1831 scoprì un coleottero, Leptodirus hochenwartii. Questa scoperta incoraggiò l'esplorazione della fauna cavernicola e il primo che si dedicò a un'accurata ricerca fu Ferdinand Schmidt che diede al coleottero summenzionato il nome di "drobnovratnik" che, tradotto in italiano significa pressappoco "collominuto".
Scoprì anche il collembolo cavernicolo, lo pseudoscorpione e il crostaceo anfipode, mentre il primo ragno trovato nelle grotte fu descritto dal naturalista danese J. C. Schiødte.
Nel tempo, le ricerche hanno individuato ben 84 specie, di cui 36 terrestri e 48 acquatiche.
Gran parte delle specie si è ritirata dalle grotte visitate dai turisti, andandosi così a rifugiare in quelle parti non aperte alle grandi masse.
La speleofauna delle grotte di Postumia risente molto dell'inquinamento e del turismo. Per conoscere le specie esistenti si può visitare il Vivaio del Proteus, aperto tutti i giorni.

## Storia

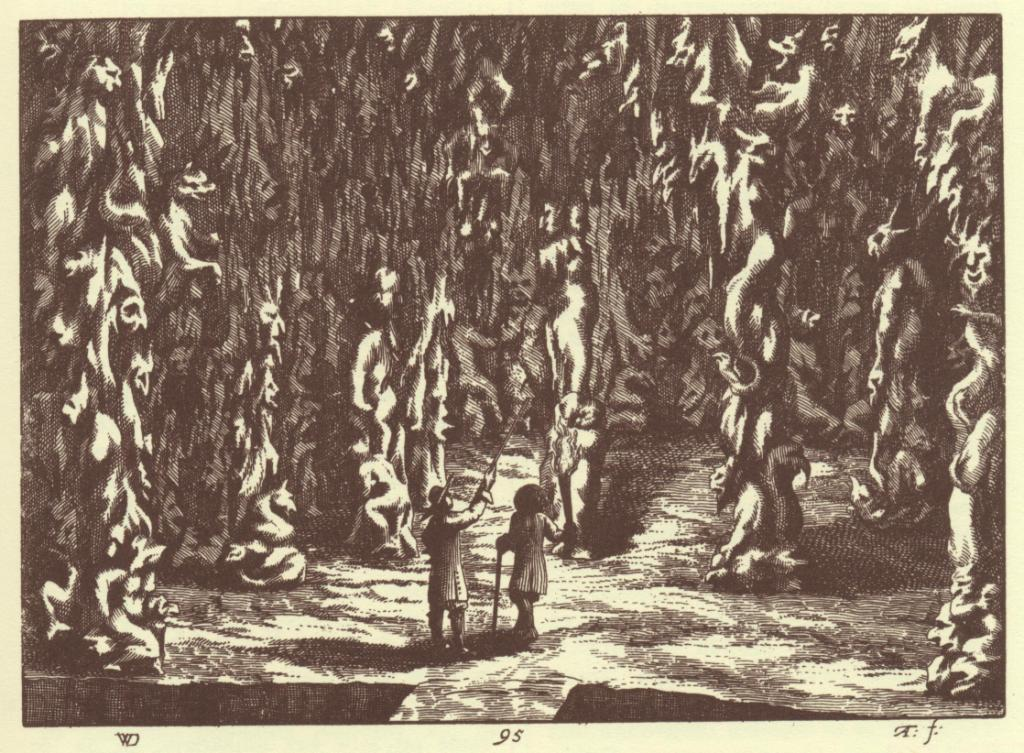
Un'immagine delle esplorazioni del 1689

Le grotte di Postumia erano conosciute già dalla preistoria, quando fungevano da luogo di riparo dei primi uomini locali.
Dal XIII secolo le grotte diventarono luogo di visita, fatto appurato grazie alle firme incise sulle pareti interne, la più antica delle quali risale al 1213.
Le prime descrizioni delle grotte vennero pubblicate nel 1689 nel Gloria del Ducato di Carniola da Johann Weichart Valvasor che descrisse le grotte di Postumia non solo come le più grandi al mondo, ma anche come le più mostruose. Dall'Impero austriaco successivamente venne dato ordine al matematico J. N. Nagel di esplorare le cosiddette Adelsberger Grotte, tant'è che ci è pervenuta la mappa delle sue esplorazione fatte nel 1748.
Le caverne più interessanti furono scoperte da Luka Čeč nel 1818 e da allora le grotte vennero aperte anche ai turisti. Nel 1872 venne costruita una rete ferroviaria a scartamento ridotto all'interno delle grotte e nel 1884 venne introdotta la corrente elettrica per l'illuminazione. Le grotte di Postumia sono le uniche al mondo dotate di un trenino.
Dopo il 1918, con l'annessione della zona all'Italia, venne dato un ulteriore impulso allo sviluppo turistico della grotta grazie all'opera di Luigi Vittorio Bertarelli, fondatore del Touring Club Italiano, a cui è dedicato il tunnel artificiale di 500 m che raggiunge la Grotta Nera. È di quell'epoca anche la costruzione dell'ingresso monumentale alle grotte.
Nel 1947, la zona di Postumia (con le grotte) fu, assieme alle Alpi Giulie, ceduta alla Jugoslavia, e dal 1991 appartiene alla Slovenia.
Il 18 novembre 2012 le grotte hanno ospitato il sorteggio dei gironi per la fase finale di Eurobasket 2013: è stata la prima volta che il sorteggio è avvenuto sottoterra.

## Le grotte di Postumia nella cultura di massa

Moneta del 2013 dedicata all'anniversario della scoperta delle grotte

- Il film italiano Fantozzi va in pensione (1988) è ambientato per diverse scene all'interno delle grotte, che vengono definite come quelle con "la eco più straordinaria che esista al mondo". Le scene in questione sono state filmate in realtà nelle grotte di Pastena, nel Lazio.[4]
- Nel 2013 in occasione dell'ottocentesimo anniversario della scoperta, la zecca slovena ha dedicato una moneta commemorativa da 2 euro alle grotte con una tiratura di circa un milione di pezzi.

## Galleria d'immagini

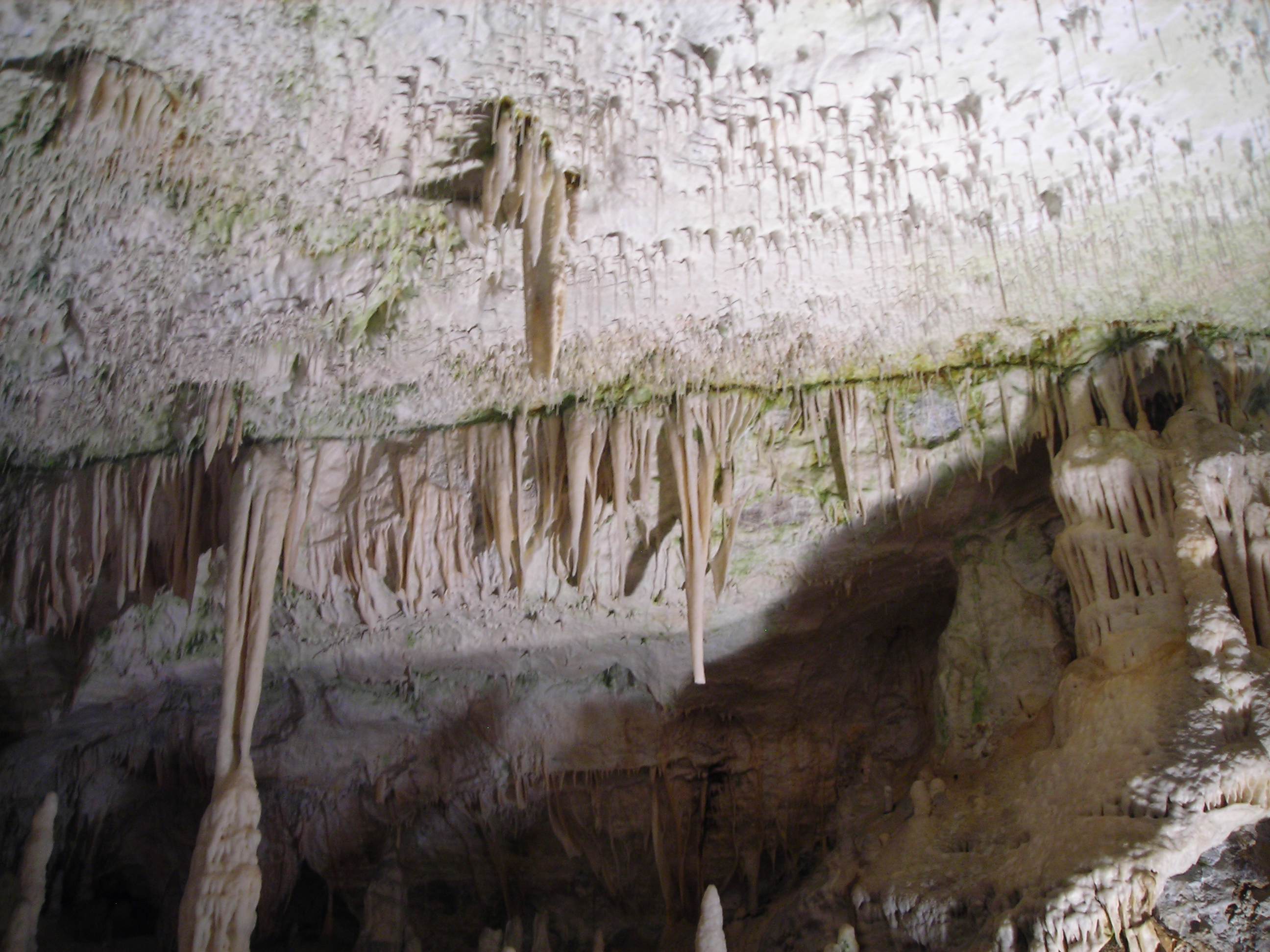
Particolare della volta della sala degli spaghetti
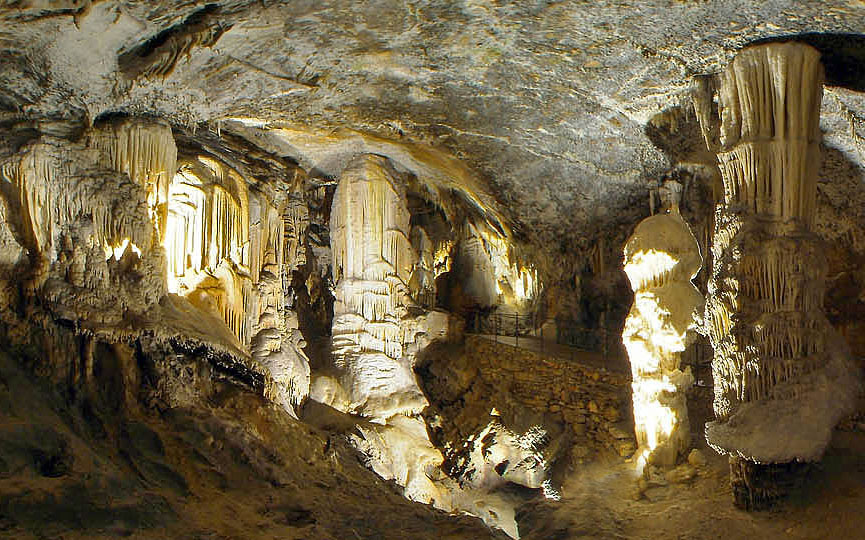
La colonna chiamata "il Brillante" (seconda da destra), un simbolo delle grotte
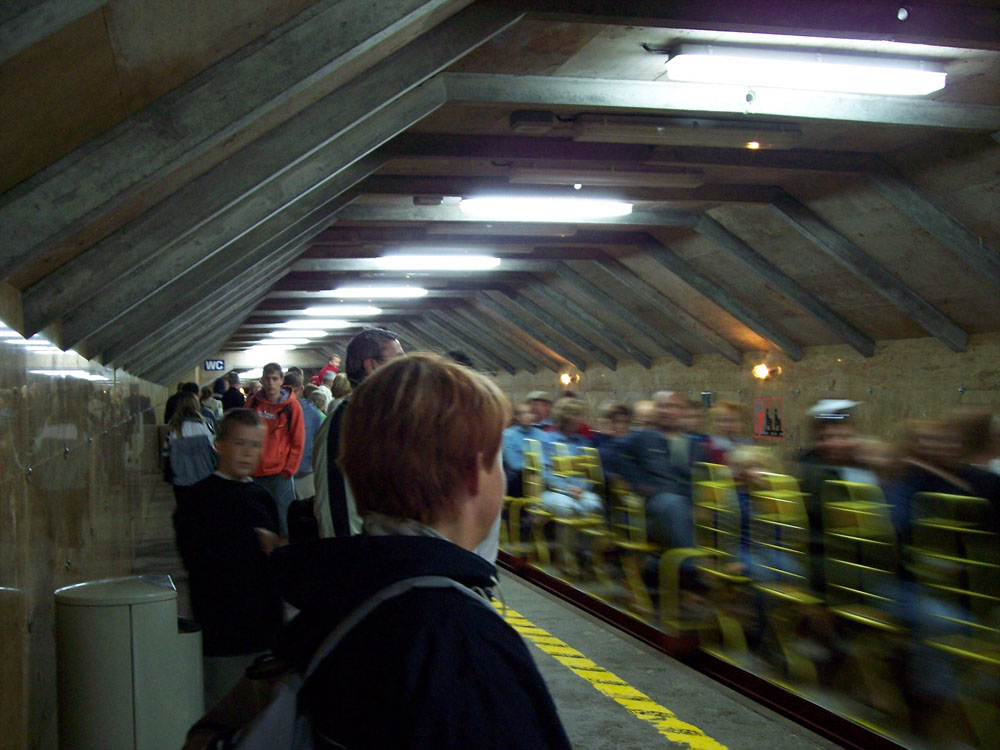
Il trenino interno
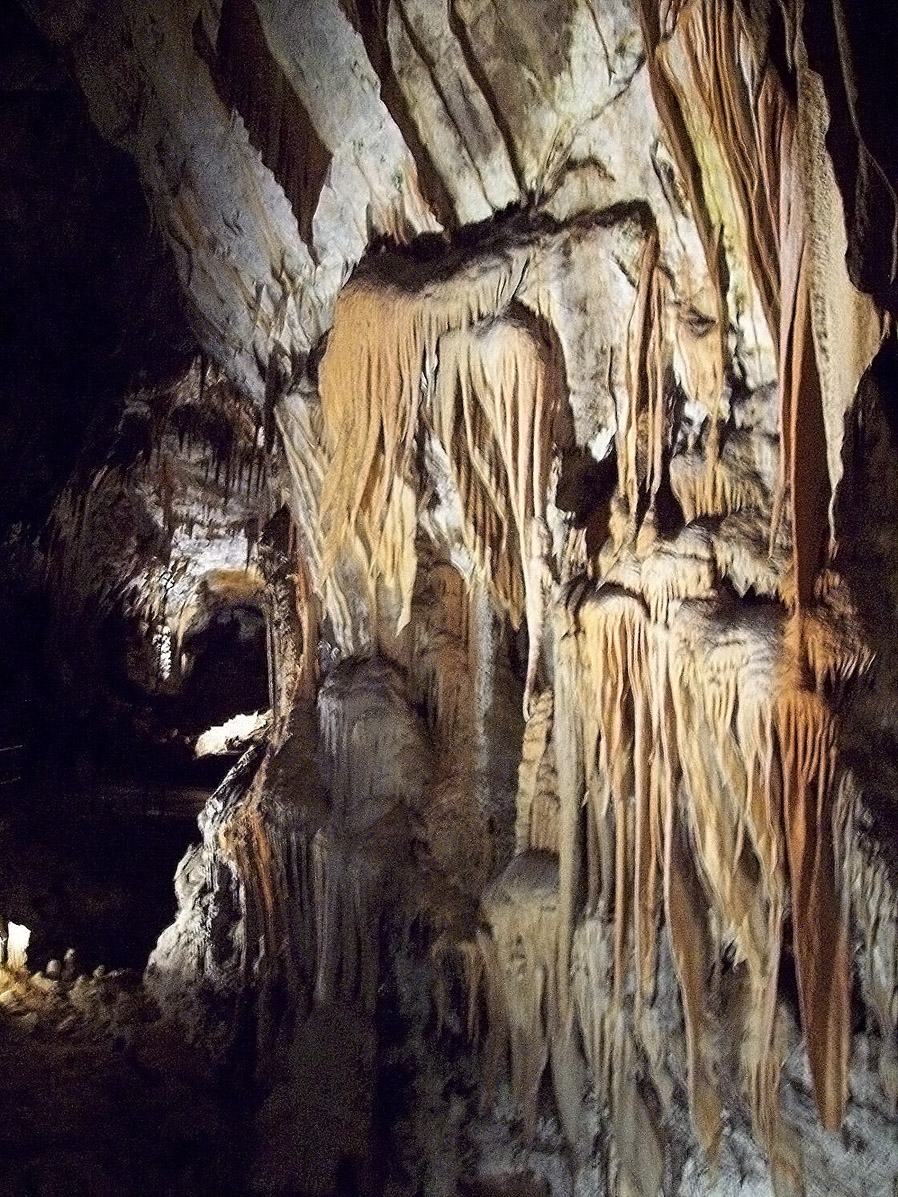
L'interno delle grotte
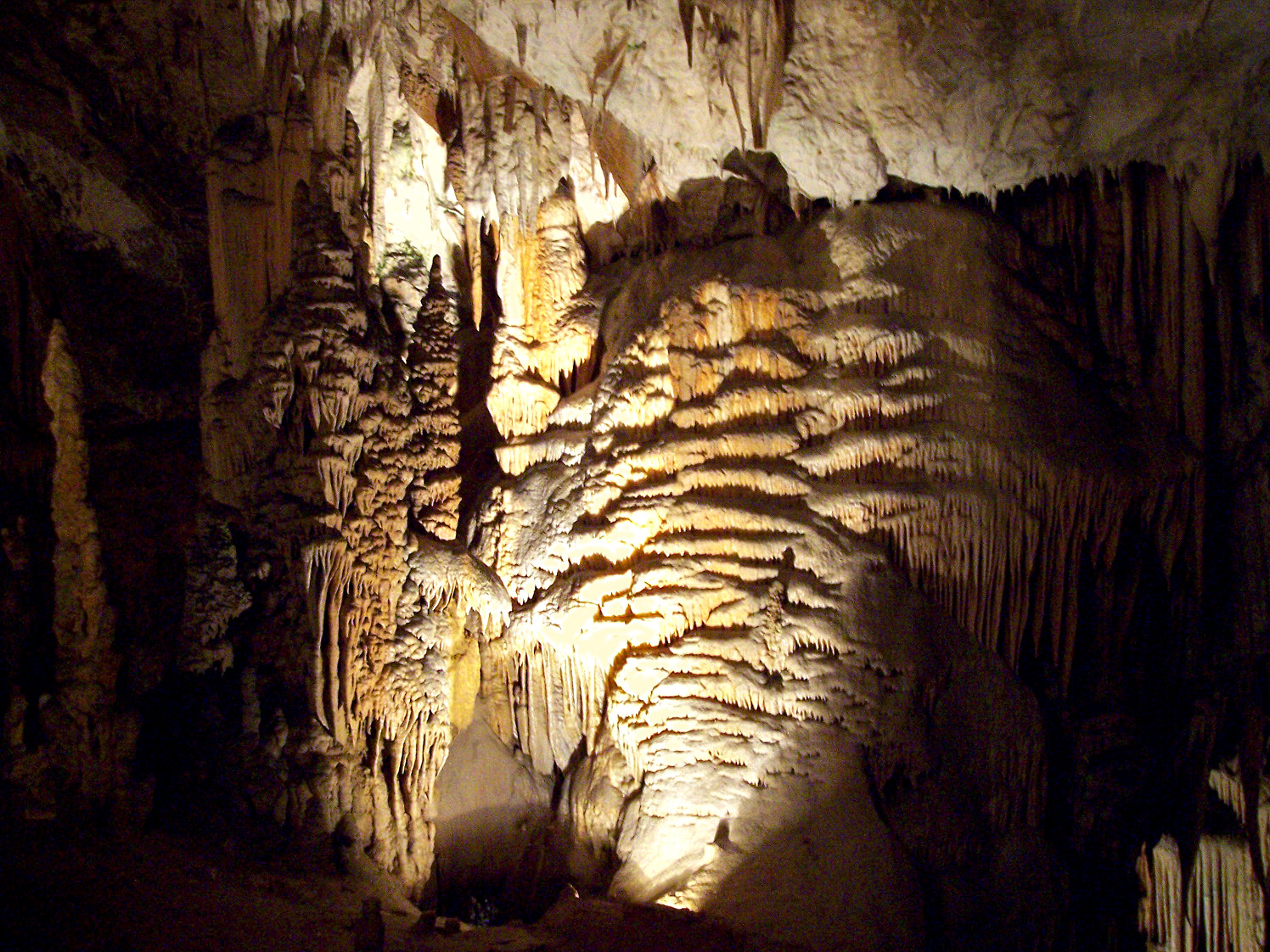
L'interno delle grotte
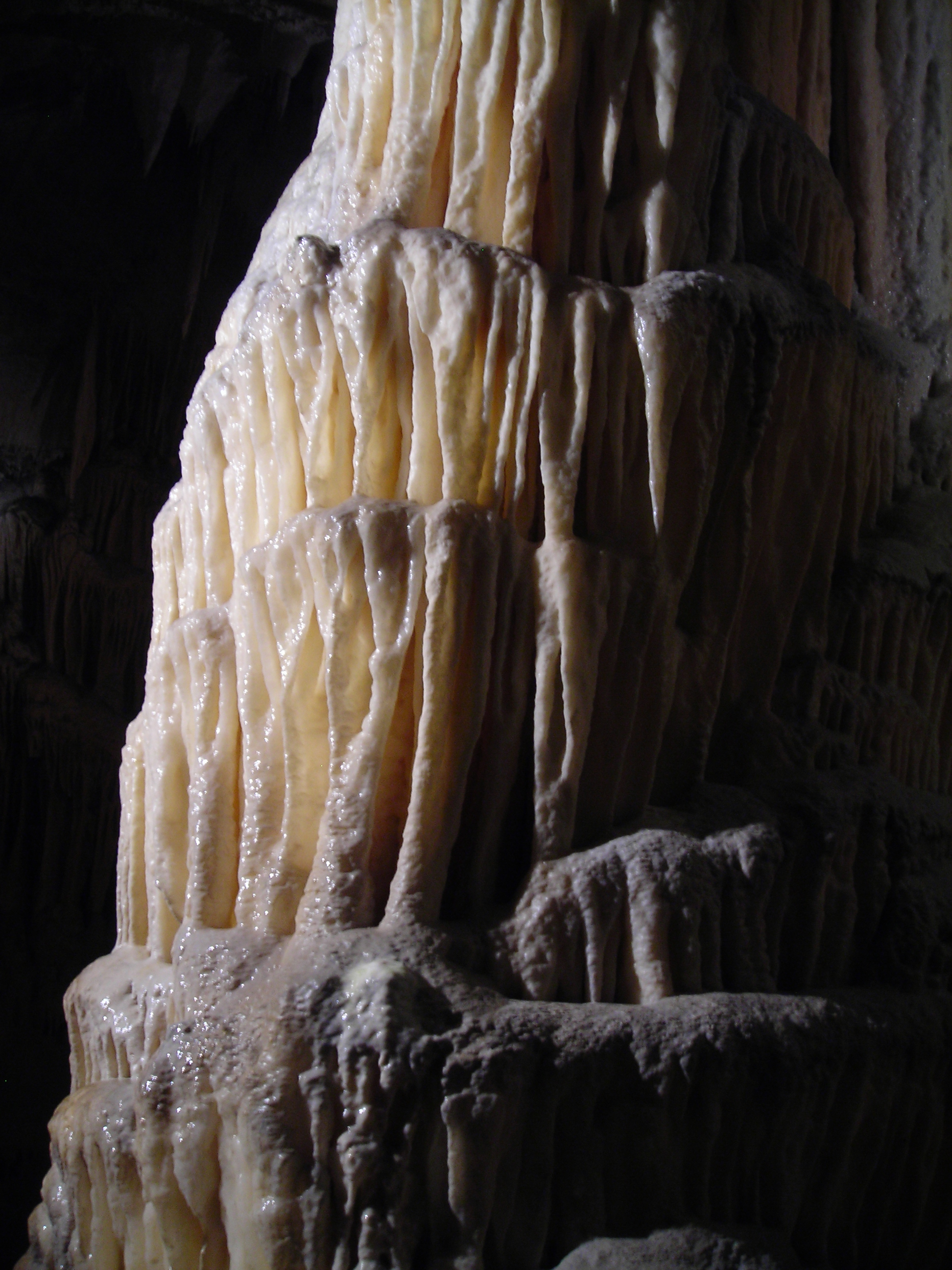
L'interno delle grotte
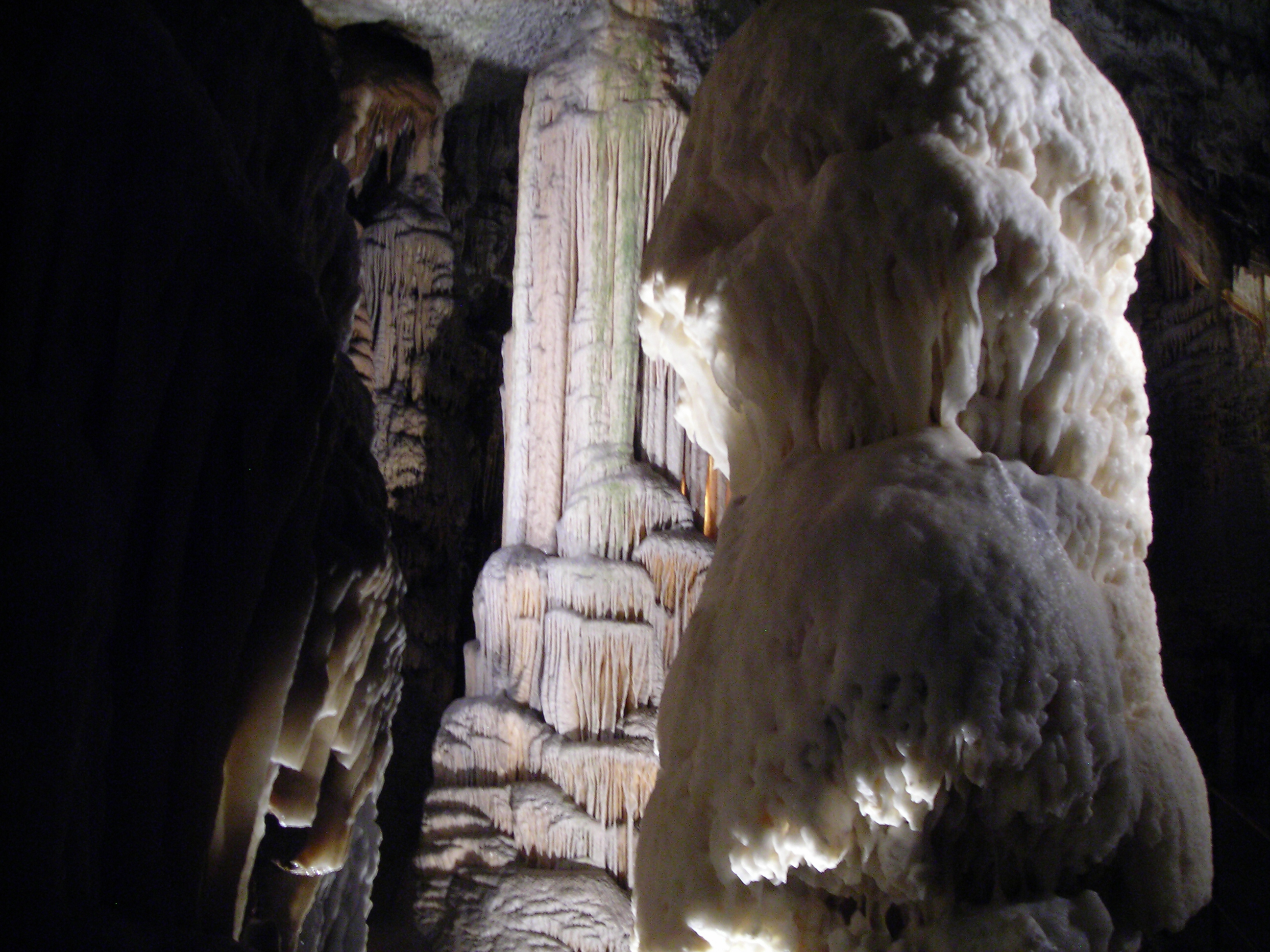
L'interno delle grotte